# Yunarmiya
La Asociación del Movimiento Social Patriótico Militar Nacional del "Ejército Joven" de toda Rusia (en ruso: Всероссийское военно-патриотическое общественное движение «Юнармия», a veces transcrito como Yunármiya, YAM) es una organización juvenil rusa fundada en octubre de 2015. Es apoyada y financiada por el Ministerio de Defensa de Rusia (MOD) con la misión de capacitar al futuro personal de los servicios uniformados rusos y para inculcar los valores del patriotismo, el servicio nacional, la historia nacional y militar, el recuerdo de las operaciones y campañas militares pasadas y de los caídos de sus fuerzas armadas, y para ayudar a desarrollar el país a medida que crece su población.
Si bien es un sucesor de los cursos militares tanto de la Organización de Pioneros Vladímir Lenin como del Komsomol, y mantiene las tradiciones de los servicios de la Gran Guerra Patria de estas organizaciones, está afiliado a las Fuerzas Armadas de Rusia, la DOSAAF y la Sociedad Central de Deportes de las Fuerzas Armadas.

## Historia
Este movimiento nacional fue parte de una gama más amplia de programas, clubes y organizaciones juveniles que se crearon en 1990. El lema del movimiento inicial fue "¡Por la gloria de la Patria!". La YAM moderna fue establecida formalmente por un decreto presidencial emitido el 29 de octubre de 2015 por el presidente de Rusia, Vladímir Putin, a instancias del Ministro de Defensa, General del Ejército Serguéi Shoigú. Los objetivos del Movimiento del Ejército Joven son mejorar la política estatal en el campo de la educación de las generaciones más jóvenes, crear un entorno favorable para el desarrollo armonioso de la personalidad de los niños y jóvenes, la formación de valores y pautas morales, así como la educación en temas militares y patrióticos.
Así, los Jóvenes Cadetes del Ejército (Юнармеец), como se les llama, son de un gran número de grupos juveniles y del Cuerpo de Cadetes y Escuelas de todo el país; estos últimos preparan a los jóvenes para el servicio dentro de las Fuerzas Armadas. El YAM forma así la división militar del Movimiento de Jóvenes y Estudiantes Rusos, formada en 2015 bajo el Servicio Federal de Supervisión de Educación y Ciencia en el Ministerio de Educación y Ciencia de la Federación Rusa.
Los críticos han descrito a la organización como el equivalente ruso de las Juventudes Hitlerianas y una forma republicana moderna del Komsomol soviético y los Jóvenes Pioneros. En 2016, el ministro de defensa ruso, Serguéi Shoigú, declaró que las acusaciones sobre el aumento de la militarización de los rusos estaban "lejos de ser ciertas".

## Uniforme y tradiciones

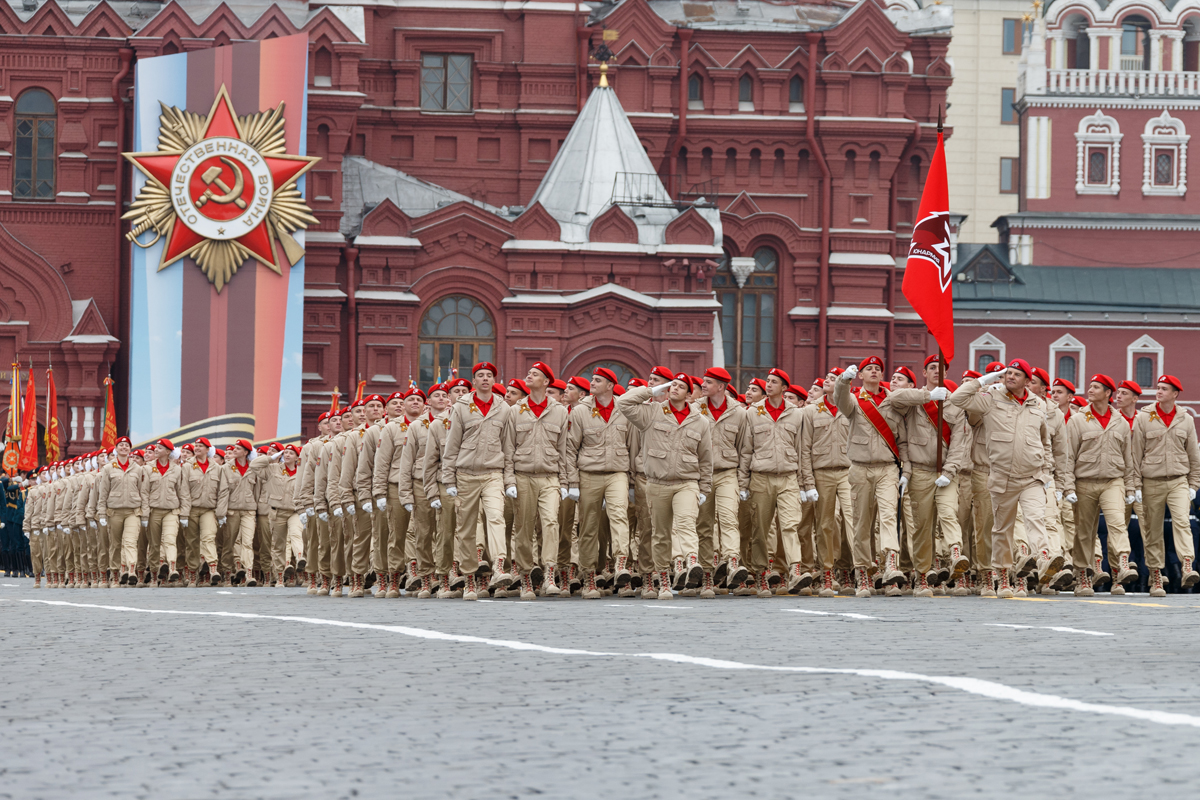
Yunármiya en la Plaza Roja de Moscú, 9 de mayo de 2019

Los jóvenes cadetes del ejército se distinguen por sus boinas rojas. Los miembros del Movimiento del Ejército Joven usan uniformes grises (utilizados desde principios de 2016), mientras que sus organizaciones componentes y el Cuerpo de Cadetes usan sus propios uniformes (este último de estilo militar), con gorras de plato (en verano, ushankas durante el invierno en algunos casos) y/o gorras marineras (estas últimas para cadetes navales). Las escoltas de la guardia de honor ocasionalmente lucen sables mientras visten el uniforme de gala o de servicio en los desfiles.
Como himno, Yunarmiya ha adoptado la canción rusa "Служить России" (Servir a Rusia) como himno de la organización.

## Liderazgo
Los jefes de las ramas regionales se seleccionan en los mítines de Yunármiya. En octubre de 2016, el excomandante de las Fuerzas Aerotransportadas de Rusia, Vladímir Shamánov, fue elegido jefe de la rama moscovita de la organización.  La sede regional del Óblast de Moscú está encabezada por el campeón olímpico Alexandr Legkov. La sede principal incluye atletas famosos, cosmonautas y actores.  En octubre de 2017, Yelena Slesarenko, dos veces campeona mundial de salto, fue nombrada Jefa de Estado Mayor en el Estado Mayor de Yunármiya. Desde 2018, Nikita Mijalkov ha sido el principal mentor de Yunármiya.

### Jefe del Estado Mayor
La organización está dirigida por una persona que ocupa el cargo de Jefe del Estado Mayor Principal del Movimiento Nacional (en ruso: Начальник Главного штаба). Él o ella es responsable de la supervisión general del Movimiento Nacional y sus organizaciones asociadas y afiliadas. Desde 2016, los Jefes del Estado Mayor han sido:
- Dmitri Trunenkov (2016-2018), piloto de bobsleigh y campeón olímpico
- Mayor (retirado) Román Romanenko (2018-2020), cosmonauta retirado en el Centro de Entrenamiento de Cosmonautas Gagarin
- Nikita Nagorni (desde el 19 de diciembre de 2020), gimnasta artístico y campeón olímpico

## Actividades

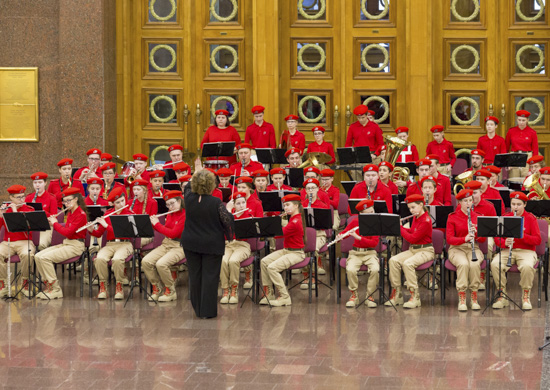
Banda Central del Movimiento de Cadetes Jóvenes del Ejército.

Las actividades básicas de YAM van desde la preparación para el servicio militar hasta la participación en eventos sociales como celebraciones.
- Entrenamiento con armas de fuego[15]
- Primeros auxilios y asistencia médica
- Orientación
- Deberes ceremoniales: incluida la tutela, la marcha, el ejercicio de armas , el juramento, etc.[16]
- Combate manual y artes marciales
- Recreación de hechos históricos
- Bandas de marcha y formación musical.

La Banda Central del Movimiento de Cadetes Jóvenes del Ejército se estableció en 2014. Desde diciembre de 2017, el equipo ha estado participando activamente en las actividades de conciertos de las bandas de música consolidadas para niños y jóvenes de Moscú.
YAM participó en el evento de competencia militar de los Juegos del Ejército Internacional Ruso.